# Baryancistrus beggini
Baryancistrus beggini (Барианциструс синій) — вид риб з роду Baryancistrus родини Лорікарієві ряду сомоподібні. Названо на честь Кріса Беггіна, що фінансував дослідженнях сомів цього роду.

## Опис
Загальна довжина сягає 8,1 см. Голова дуже широка з великими одонтодами (шкіряними зубчики). Очі середнього розміру, розташовано у верхній частині голови. Рот являє собою присоску. Має 8-36 передщелепних зубів. Тулуб подовжений, вкритий кістковими пластинами. Черево повність позбавлено кісткових пластин. Спинний плавець складається з 2 жорстких і 7 м'яких променів. Жировий плавець маленький, поєднано зі спинним за допомогою низької мембрани. Грудні плавці великі, витягнуті, з одонтодами. Черевні плавці великі, майже дорівнюють грудним. Анальний плавець складається з 1 жорстких та 3-4 м'яких променів. Хвостовий плавець широкий, зрізаний навкіс догори.
Забарвлення з переливом від суцільно-чорного і коричневого кольору з переходом до бірюзово-синього, що світяться. Одонтоди — інтенсивно-синього кольору.

## Спосіб життя
Є пелагічною рибою. Воліє до прісної та чистої води. Зустрічається у річках зі швидкою течією та кам'янистим дном. Вдень ховається у порожнинах гранітних порід та серед валунів. Живляться перифітоном та пов'язаною з ним мікрофауною.

## Розповсюдження
Мешкає у басейні річки Ориноко — Венесуели і Колумбії.